# R/K 선택 이론

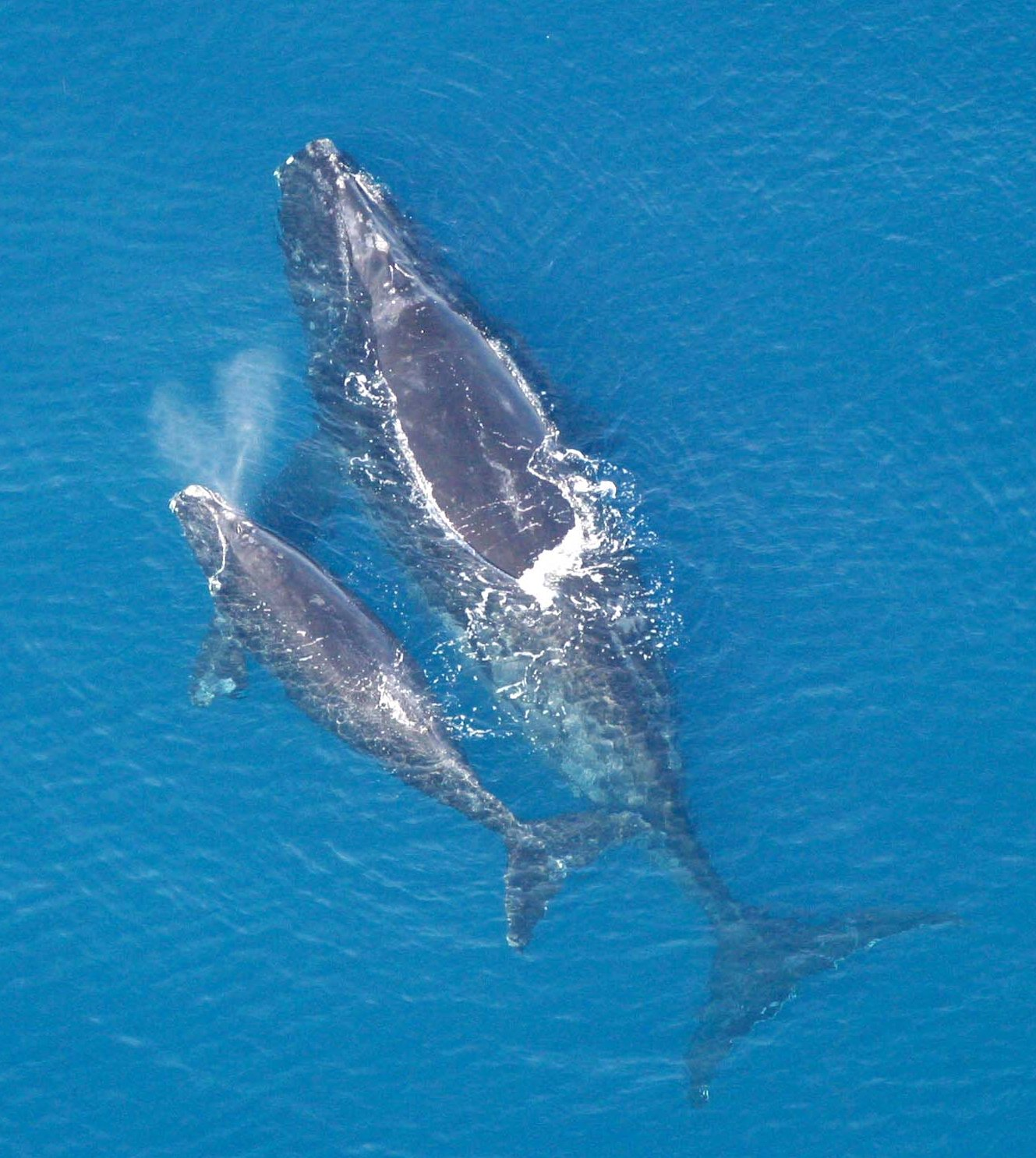
한마리의 새끼를 가진 북대서양참고래. 고래의 번식은 K-선택 전략을 따르며 자손이 적고 임신 기간과 부모의 보살핌이 길며 성적 성숙까지의 기간이 길다.

생태학에서 r/K 선택 이론(r/K selection theory, r/K strategists)은 자손의 양과 질 사이에서 균형을 이루는 유기체의 특성 조합 선택과 관련이 있다. r- 전략은 개별 부모 투자를 분산하여 자손의 수를 늘리고, K- 전략은 부모 투자를 집중시키면서 자손의 수를 줄이는 것에 초점을 맞추는 것이다. 이 방법은 매우 다양하며, 겉보기에는 특정 환경에서 성공을 촉진하는 것처럼 보인다. 자손의 양 또는 질에 대한 개념은 때때로 "싼" 또는 "비싼"이라고 하며, 자손의 소모성 및 부모의 헌신에 대한 설명이다. 환경의 안정성은 소모성 자손이 많이 만들어지는지 또는 고품질의 자손이 적을수록 번식 성공률이 높아지는지를 예측할 수 있다. 불안정한 환경은 부모가 많은 자손을 낳도록 부추길 것이다. 왜냐하면 그들 모두(또는 대다수)가 성인이 될 때까지 생존할 가능성은 희박하기 때문이다. 대조적으로, 보다 안정적인 환경에서는 부모가 한 자녀에게 자신 있게 투자할 수 있다. 자녀가 성인이 될 때까지 생존할 가능성이 더 높기 때문이다.
r/K 선택이라는 용어는 1967년 생태학자 Robert MacArthur와 윌슨이 섬 생물지리학에 대한 연구를 바탕으로 만든 용어이다 그러나 생명사 전략의 진화(evolution of life history strategies)라는 개념은 더 긴 역사를 가지고 있다.
이 이론은 1970년대와 1980년대에 휴리스틱 장치로 사용되면서 유행했지만, 여러 실증적 연구에서 비판을 받으며 1990년대 초반에 그 중요성을 잃었다. 생활사 패러다임은 r/K 선택 패러다임을 대체했지만 중요한 주제를 생활사 이론의 하위 집합으로 계속 통합한다. 일부과학자들은 이제 각각 r 대 K 생식 전략을 대체하기 위해 빠른 수명 대 느린 수명(fast/slow life history)이라는 용어를 사용하는 것을 선호한다.

## 개요

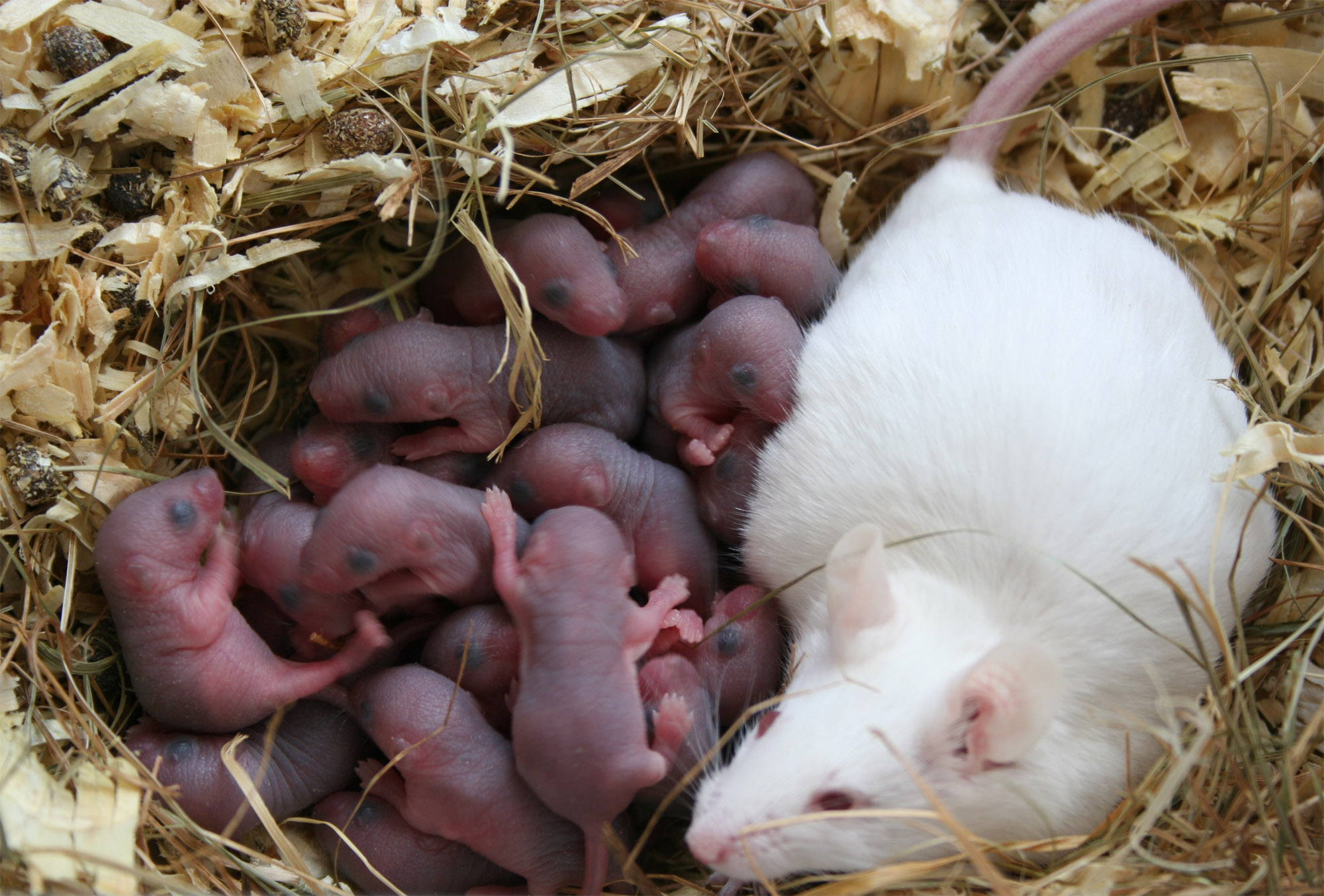
생쥐의 번식은 많은 자손, 짧은 임신, 적은 부모의 보살핌, 성적 성숙까지 짧은 시간과 함께 r-선택 전략을 따른다. 쥐에게도 동일하게 적용된다.

r/K 선택 이론에서 선택 압력은 r - 또는 K-선택이라는 두 가지 일반화된 방향 중 하나로 진화를 유도하는 것으로 가정된다. 이러한 항 r 및 K는 인구 역학의 단순화된 표준 생태 대수학에서 가져온 것이다.{\displaystyle {\frac {dN}{dt}}=rN\left(1-{\frac {N}{K}}\right)}여기서 N은 인구, r은 최대 성장률, K는 지역 환경의 수용력, dN/dt(시간 t에 대한 N의 도함수)는 시간에 따른 인구 변화율이다. 따라서 방정식은 두 개의 상수 매개변수 r과 K의 효과를 통합하여 인구 N의 성장률을 현재 인구 크기와 연관시킨다(감소는 마이너스 성장이다). 문자 K는 독일어 Kapazitätsgrenze(용량 제한)에서 온 반면, r은 rate에서 왔다.

### r-선택종
r-선택종은 높은 성장률을 강조하고 일반적으로 덜 붐비는 생태적 지위를 이용하고 많은 자손을 낳는 종으로, 객체의 성체 생존 확률은 상대적으로 낮다(즉, 높은 r, 낮은 K). 전형적인 r종은 민들레(Taraxacum 속)이다.
불안정하거나 예측할 수 없는 환경에서는 빠른 번식 능력으로 인해 r-선택종이 우세하다. 환경이 다시 바뀔 가능성이 높기 때문에 다른 유기체와 성공적인 경쟁을 허용하는 적응에는 이점이 거의 없다. r-선택종을 특징짓는 것으로 생각되는 특성 중에는 높은 번식력, 작은 몸집, 조기 성숙과 발병, 짧은 세대, 자손을 널리 퍼뜨리는 능력이 있다.
삶의 역사가 r-선택의 대상이 되는 유기체는 종종 r- 전략가(r-strategist) 또는 r-선택(r-selected)이라고 한다. r-선택된 형질을 나타내는 유기체는 박테리아 와 규조류, 곤충과 풀, 다양한 반생식 두족류와 작은 포유동물, 특히 설치류에 이르기까지 다양하다.

### K-선택종

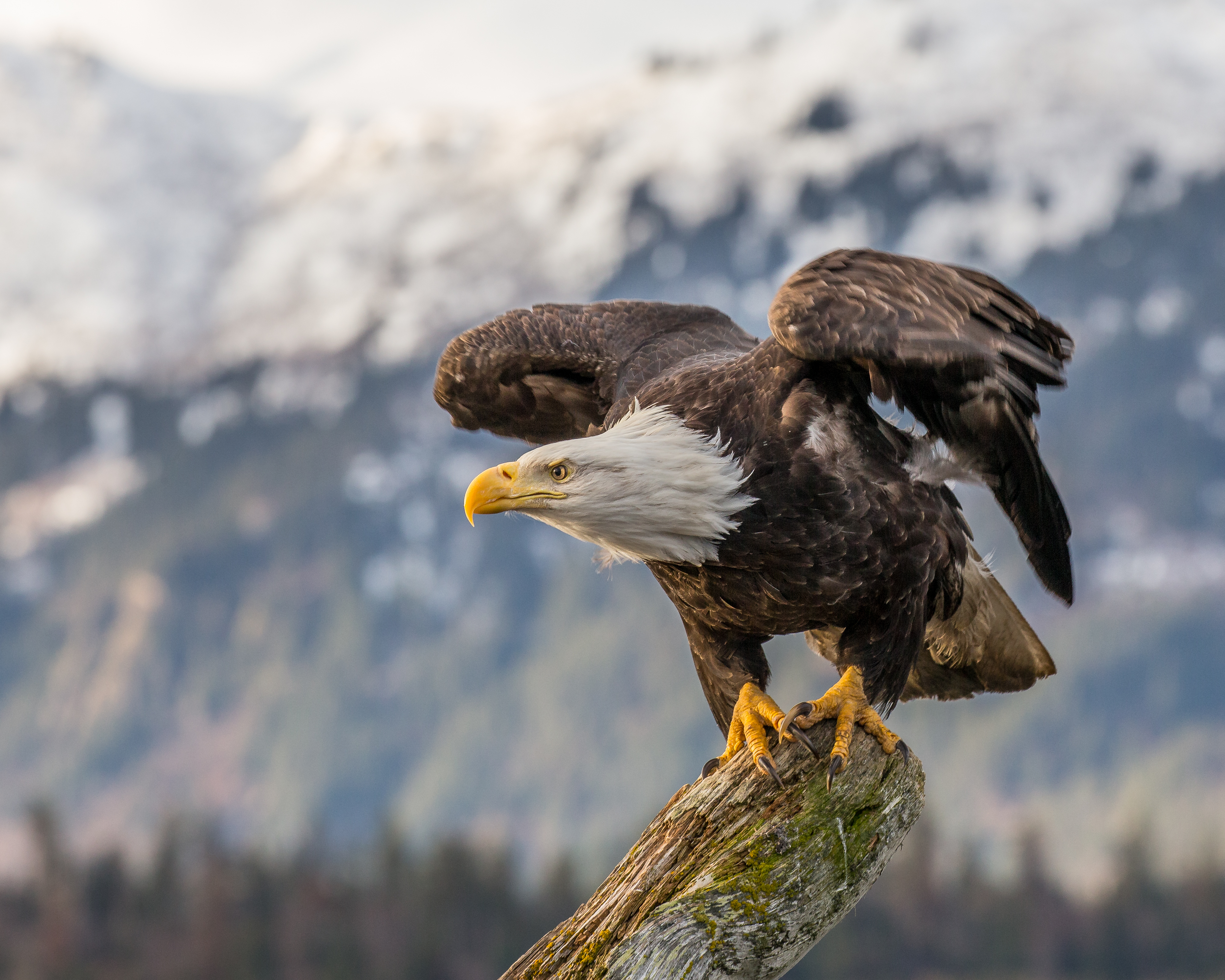
전형적인 K-선택종의 개체인 대머리 독수리. K-선택종은 기대 수명이 더 길고 새끼를 덜 낳는경향이 있어 어릴 때 부모의 광범위한 보살핌이 필요하다.

K-선택종은 수용력에 가까운 밀도에서 생활하는 것과 관련된 특성을 나타내며 일반적으로 더 적은 수의 자손에 더 많이 투자하는 혼잡한 틈새 시장에서 강력한 경쟁자이다(낮은 r, 높은 K ). 과학 문헌에서 r-선택된 종은 때때로 "기회주의적"이라고 불리는 반면 K-선택종은 "평형"으로 기술된다.
안정적이거나 예측 가능한 환경에서 K-선택종은 제한된 자원에 대해 성공적으로 경쟁하는 능력이 중요하고 K-선택 유기체의 개체군은 일반적으로 수가 매우 일정하고 환경이 견딜 수 있는 최대값에 가깝기 때문에 우세하다(r-선택 개체군과 달리, 여기서 인구 규모가 훨씬 더 빠르게 변할 수 있음).
K 선택의 특징으로 생각되는 특성에는 큰 몸집, 긴 기대 수명, 더 적은 수의 자손 생산이 포함되며, 이는 종종 성숙할 때까지 광범위한 부모의 보살핌이 필요하다. 생활사가 K-선택의 대상이 되는 유기체는 종종 K- 전략가(K-strategist) 또는 K-선택(K-selected)이라고 한다. K- selected 특성을 가진 유기체에는 코끼리, 인간, 고래와 같은 큰 유기체뿐만 아니라 북극 제비 갈매기, 앵무새, 독수리와 같은 더 작지만 수명이 긴 유기체가 포함된다.

### 연속 스펙트럼
일부 유기체는 주로 r 또는 K 선택종으로 식별되지만 대부분의 유기체는 이 패턴을 따르지 않는다. 예를 들어, 나무는 K-선택종의 특징인 장수와 강한 경쟁력 등을 가지고 있다. 그러나 번식에서 나무는 일반적으로 수천 개의 자손을 낳고 널리 퍼뜨리는 r-선택종의 특성이다.
유사하게, 바다거북과 같은 파충류는 r와 K의 특성을 모두 나타낸다. 바다거북은 수명이 긴 대형 유기체이지만(성인이 될 경우) 많은 수의 양육되지 않은 자손을 낳는다.
r/K 이분법은 화폐의 시간가치라는 경제 개념을 사용하여 연속 스펙트럼으로 다시 표현될 수 있으며, r-선택은 큰 할인율에 해당하고 K-선택은 작은 할인율에 해당한다.

## 생태천이
주요 생태계가 파괴되었거나 후손을 더 이상 남기지 못하는 지역(예: 크라카타우산 또는 세인트헬렌스산에서와 같이 주요 화산 폭발 이후)에서 r- 및 K-선택종은 생태계를 재생성하는 생태적 계승에서 뚜렷한 역할을 한다. 높은 번식률과 생태적 기회주의 때문에 1차 개척자는 일반적으로 선택자이며 경쟁이 치열해지는 동식물의 연속이다. 태양 에너지의 광합성을 통해 에너지 함량을 증가시키는 환경의 능력은 r과 K로 가능한 피크에 도달하기 위해 증식함에 따라 복잡한 생물 다양성의 증가와 함께 증가한다.
결국 새로운 평형에 도달하게 되고, r 선택종은 점차적으로 경쟁이 더 치열하고 경관의 새로운 미시 환경 특성에 더 잘 적응하는 K 선택종으로 대체된다. 전통적으로, 생물다양성은 이 단계에서 최대화된 것으로 간주되었으며, 새로운 종의 도입으로 인해 고유종의 대체 및 국지적 멸종이 발생했다. 그러나 중간 교란 가설은 경관의 중간 교란 수준이 다른 수준의 천이에 패치를 만들어 지역 규모에서 식민지 개척자와 경쟁자의 공존을 촉진한다고 가정한다.

## 활용
일반적으로 종의 수준에서 적용되지만 r/K 선택 이론은 아프리카 꿀벌 및 이탈리아 꿀벌, A. m. ligustica를 연구하는데 사용되었다. 규모의 다른 쪽 끝에서는 박테리오파지와 같은 전체 유기체 그룹의 진화 생태학을 연구하는 데 사용되었다. 다른 연구자들은 인간 염증 반응의 진화가 r/K 선택과 관련이 있다고 제안했다.
Lee Ellis, J. Philippe Rushton, Aurelio José Figueredo와 같은 일부 연구자들은 r/K 선택 이론을 범죄, 성적인 난잡함, 다산, IQ, 기타 생활사와 관련된 특성을 포함한 다양한 인간 행동 이론에 적용했다. Rushton의 연구는 다른 많은 연구자들에 의해 비판을 받아온 이론인 지리적 영역에 걸쳐 인간 행동의 많은 변이를 설명하기 위해 "미분 K 이론"을 개발하는 결과를 가져왔다.

## 특성
r/K 선택 이론은 1970년대에 널리 사용되었지만 또한 더 비판적인 관심을 끌기 시작했다. 특히, 생태학자 Stephen C. Stearns의 리뷰는 이론의 격차와 그것을 테스트하기 위한 경험적 데이터 해석의 모호성에 주목했다.
1981년 Parry가 r/K 선택 문헌을 검토한 결과, r-선택과 K-선택의 정의에 대한 이론을 사용하는 연구원들 사이에 일치가 없음을 보여주었다. Templeton과 Johnson의 1982년 연구에 따르면 K-선택하에 있는 Drosophila mercatorum의 개체군에서 개체군은 일반적으로 r-선택과 관련된 더 높은 빈도의 형질을 생성했다. 1977년과 1994년 사이에 r/K 선택 이론의 예측과 모순되는 몇 가지 다른 연구도 발표되었다.
Stearns가 1992년에 이론의 상태를 검토했을 때 그는 1977년에서 1982년 사이에 BIOSIS 문헌 검색 서비스에서 매년 평균 42건의 이론 참조가 있었지만 1984년에서 1989년까지 평균은 16건으로 떨어졌다고 언급했다. 매년 감소세를 지속하고 있다. 그는 r/K 이론이 더 이상 생활사 이론의 목적을 제공하지 않으며, 한때 유용했던 발견적 방법이라고 결론지었다.
보다 최근에는 CS Holling과 Lance Gunderson에 의해 추진된 적응력과 회복탄력성의 Panarchy이론이 이에 대한 관심을 되살리고 이를 사회 시스템, 경제 및 생태학을 통합하는 방법으로 사용한다.
2002년에 Reznick과 동료들은 r/K 선택 이론에 관한 논쟁을 검토하고 다음과 같이 결론지었다.
The distinguishing feature of the r- and K-selection paradigm was the focus on density-dependent selection as the important agent of selection on organisms' life histories. This paradigm was challenged as it became clear that other factors, such as age-specific mortality, could provide a more mechanistic causative link between an environment and an optimal life history (Wilbur et al. 1974; Stearns 1976, 1977). The r- and K-selection paradigm was replaced by new paradigm that focused on age-specific mortality (Stearns, 1976; Charlesworth, 1980). This new life-history paradigm has matured into one that uses age-structured models as a framework to incorporate many of the themes important to the r–K paradigm.— Reznick, Bryant and Bashey, 2002

이를 통해, 이제 생명체의 진화를 연구하기 위해 대안적인 접근 방식을 사용할 수 있다(예: 연령 구조화된 인구에 대한 Leslie 행렬) 및 밀도 종속 선택(예: 가변 밀도 복권 모델).

## 같이 보기
- 진화 게임 이론
- 최소극대화